# Nulles
Nulles è un comune spagnolo di 359 abitanti situato nella comunità autonoma della Catalogna.